# 安吉魚屬
安吉魚屬（学名：Anjiaspis）是真盔甲鱼目下的一个属。

## 下属物种
本属包括以下物种：
- 刺猬安吉鱼 Anjiaspis ericius 发现于江西武宁志留纪兰多维列世特列奇早期（大约4.38亿年前）清水组[3]
- Anjiaspis reticularis Gai & Zhu, 2005